# XMedia Recode
XMedia Recode es un programa gratuito de transcodificación de video y audio para Microsoft Windows desarrollado por Sebastian Dörfler. Puede importar y exportar muchos tipos de formatos tanto de video como audio. Puede convertir DVD sin protección o archivos de DVD a cualquier archivo de salida compatible. Cuenta con una interfaz de estilo de arrastrar y soltar y utiliza la cola de trabajos y el procesamiento por lotes para automatizar la tarea de transcodificar varios archivos.
El programa se está actualizando activamente. Las adiciones recientes incluyen la importación de subtítulos externos, mejor estabilidad, edición de video básica, la última versión de x264, etc.

## Formatos soportados
XMedia recode puede convertir casi todos los formatos conocidos de audio y video, incluyendo 3GP, 3GPP, 3GPP2, AAC, AC3, AMR, ASF, AVI, AVISynth, DVD, FLAC, FLV, H.261, H.263, H.264, H .265, M4A, M1V, M2V, M4V, MKV, MMF, MPEG-1, MPEG-2, MPEG-4, TS, TRP, MP2, MP3, MP4, MP4V, MOV, QT, OGG, PSP, RM, VCD, SWF, VOB, WAV, WebA, WebM, WMA y WMV.

## Requerimientos del sistema
- Procesador: compatible con Intel/AMD a 1 GHz o superior
- RAM: 1 GB
- DirectX: DirectX 9
- Nvidia CUDA: controlador de GPU Nvidia 347.09 o superior

Windows 7, 8, 8.1, 10 para versiones actuales